# Provincia Ararat
Provincia Ararat (în armeană Արարատի մարզ, transliterat: Ararati Mars) este o provincie situată în sud-vestul Armeniei la granița cu Turcia. Capitala provinciei fiind orașul Artashat, provincia are suprafața de 2.096 km², având o populație de 252.665 (2002) locuitori. Numele provinciei provine de la termenul persian „Arta Shad” care înseamnă „cinstit și fericit”. Până la începutul secolului XX  aparține Armenia din punct de vedere politic și cultural de Iran care explică originea persană a denumirii provinciei sau a unor orașe ca Sardarabad (سردارآباد‎), Kahre Shirin (قره شیرین‎), Shir-Abad (Orașul-Leilor) (شیرآباد‎). Ulterior în timpul existenței URSS-ului aceste denumiri au primit un carater rusesc.

## Orașe
- Masis
- Ararat
- Artashat
- Vedi